# Ann E. Dunwoody
Ann E. Dunwoody, née le 14 janvier 1953 à Fort Belvoir, en Virginie, est une ancienne général quatre étoiles de l'Armée de terre américaine.
Nommée lieutenant général trois étoiles en 2005, elle devient alors la femme la plus gradée de l'United States Army et trois ans plus tard, en 2008, elle obtient sa quatrième étoile de général devenant ainsi la première femme à atteindre ce grade dans l’histoire des forces armées américaines. Elle est alors nommée au commandement général de l'United States Army Materiel Command par le président des États-Unis George W. Bush le 23 juin 2008, et confirmée à ce poste par le Sénat un mois plus tard.

## Biographie
Née le 14 janvier 1953 à Fort Belvoir, dans l'État de Virginie, Ann Elizabeth Dunwoody est issue d'une longue lignée de militaires. Ainsi, son arrière-grand-père a combattu durant la guerre hispano-américaine tandis que le père de Dunwoody, le brigadier général Harold Dunwoody, était un vétéran de la Seconde Guerre mondiale, de la guerre de Corée et de la guerre du Vietnam. Dunwoody raconte d'ailleurs à ce sujet qu'elle avait le « sang vert olive »,.
Dunwoody a suivi sa scolarité au lycée américain du grand quartier général des puissances alliées en Europe en Belgique avant de rejoindre l'université d'État de New York à Cortland. Elle a également obtenu des diplômes en stratégie de ressource nationale (« national resource strategy ») et en gestion logistique (« logistics management »).
Dunwoody est mariée à un ancien colonel de l'Air Force et également la belle-mère de deux filles que son mari avait eues d'un précédent mariage.

## Carrière militaire

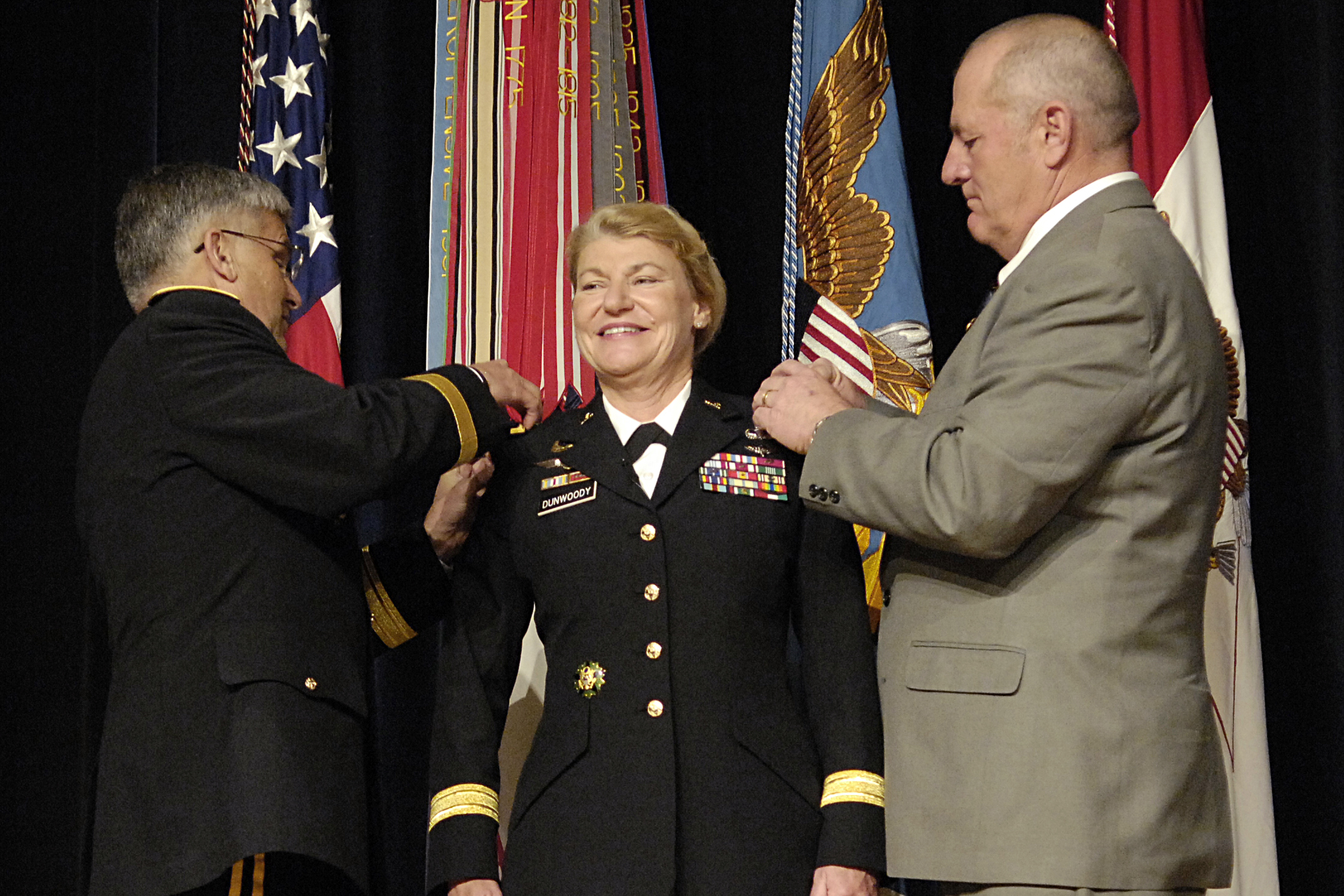
L'insigne à quatre étoiles est accroché à l'uniforme de Dunwoody par George William Casey, alors chef d'état-major de l'United States Army et par son mari, Craig Brotchie, en 2008.

Après avoir obtenu son diplôme à l'université d'État de New York, Dunwoody a rejoint l'US Army en 1974, avant d'être élevée un an après, au grade de lieutenant dans le Women's Army Corps. Elle a été nommée, pour sa première affectation, dans la 226th Maintenance Company puis dans le 100th Supply and Services Battalion. En étant affectée à la tête d'un bataillon au sein de la 82e division aéroportée, Dunwoody est devenue la première femme à commander un bataillon dans l'armée américaine. Elle a été, plus tard, engagée dans la guerre du Golfe et a également été déployée en Ouzbékistan afin de soutenir l'armée américaine en Afghanistan. Dès 2005, Dunwoody est devenue la femme la plus haut gradée de l'US Army lorsqu'elle a été promue au rang de lieutenant-général (trois étoiles), une promotion qui coïncide avec sa nomination au poste de chef d'état major adjointe de la logistique de l'Army.
En 2008, elle a été élevée au grade de général quatre étoiles, devenant ainsi la femme la plus haut gradée de l'armée américaine mais également la première femme à atteindre ce rang dans l'histoire de l'armée américaine. Sa promotion lui a permis de prendre la tête de l'United States Army Materiel Command, un des commandements de l'Army situé à Fort Belvoir comprenant près de 130 000 personnes, civils et militaires. Elle dira d'ailleurs à propos de sa nomination que « je n'ai jamais grandi dans un environnement où j'ai même entendu les mots de “plafond de verre” [...] Vous pouvez toujours être tout ce que vous voulez être si vous travaillez dur, et je ne me suis jamais sentie contrainte ». Sa promotion a eu un large écho et a attiré de nombreux commentaires, ainsi la Première dame, Michelle Obama, affirmait en 2009 que « quand des jeunes femmes se demandent jusqu'à quel point elles peuvent s’élever dans notre armée, elles peuvent regarder le général Ann Dunwoody et ses quatre étoiles durement gagnées. Elles peuvent voir que c'est vrai ».
Dunwoody a pris sa retraite en 2012, après 37 années de service.

## Distinctions et décorations
- Army Distinguished Service Medal
- Defense Superior Service Medal
- Legion of Merit
- Defense Meritorious Service Medal
- Commendation Medal de l'Armée de terre
- Achievement Medal de l'Armée de terre
- National Defense Service Medal
- Médaille du service en Asie du Sud-Ouest (version américaine)
- Médaille de la libération du Koweït (Arabie saoudite)
- Médaille de la libération du Koweït (Koweït)
- Insigne des parachutistes de l'armée américaine
- Parachute Rigger Badge
- Army Staff Identification Badge (en)
- Insigne des parachutistes de l'armée allemande